# 日本義歯ケア学会
日本義歯ケア学会（にほんぎしケアがっかい、The Japan Denture Care Society）とは、義歯と義歯ケア全般の研究を行う専門学術団体の一つである。

## 概要
1998年に設立された軟質裏装材研究会を前身とし、2008年に設立された。

## 本部事務局
- 〒230-8501　神奈川県横浜市鶴見区鶴見2-1-3 鶴見大学歯学部有床義歯補綴学講座（歯科補綴学第１講座）内

## 大会等
| 年     | 月日          | 名称                          | 会長       | 会場                         | テーマ | 参加者数 | 備考  |
| ------ | ------------- | ----------------------------- | ---------- | ---------------------------- | ------ | -------- | ----- |
| 2009年 | 1月24日       | 第1回日本義歯ケア学会学術大会 | 細井紀雄   | 鶴見大学                     |        |          | [ 4 ] |
| 2010年 | 1月23日       | 第2回日本義歯ケア学会学術大会 | 水口俊介   | 東京医科歯科大学             |        |          | [ 5 ] |
| 2011年 | 1月22日       | 第3回日本義歯ケア学会学術大会 | 鈴木哲也   | 岩手医科大学                 |        |          | [ 6 ] |
| 2012年 | 1月28日～29日 | 第4回日本義歯ケア学会学術大会 | 村田比呂司 | 長崎大学病院                 |        |          | [ 7 ] |
| 2013年 | 1月27日       | 第5回日本義歯ケア学会学術大会 | 岡崎定司   | 大阪歯科大学附属病院         |        |          | [ 4 ] |
| 2014年 | 1月11日～12日 | 第6回日本義歯ケア学会学術大会 | 木本克彦   | パシフィコ横浜               |        |          | [ 8 ] |
| 2015年 | 1月24日～25日 | 第7回日本義歯ケア学会学術大会 | 河相安彦   | 柏の葉カンファレンスセンター |        |          | [ 9 ] |